# هانيا (قناع)
قناع هانيا (باليابانية:般若) (بالإنجليزية:Hannya) ، هي إحدى فولكلورات الشعبية اليابانية، وهي عبارة عن قناع يرسم فيه وجه الشيطان والتي تمثل امرأة الحاقدة، وأشتهر في الشعبية اليابانية بهذا الزي في المسرحيات والقصص الأدبية، وتعود ظهور هذه القناع إلى الاعتقادات البوذية.

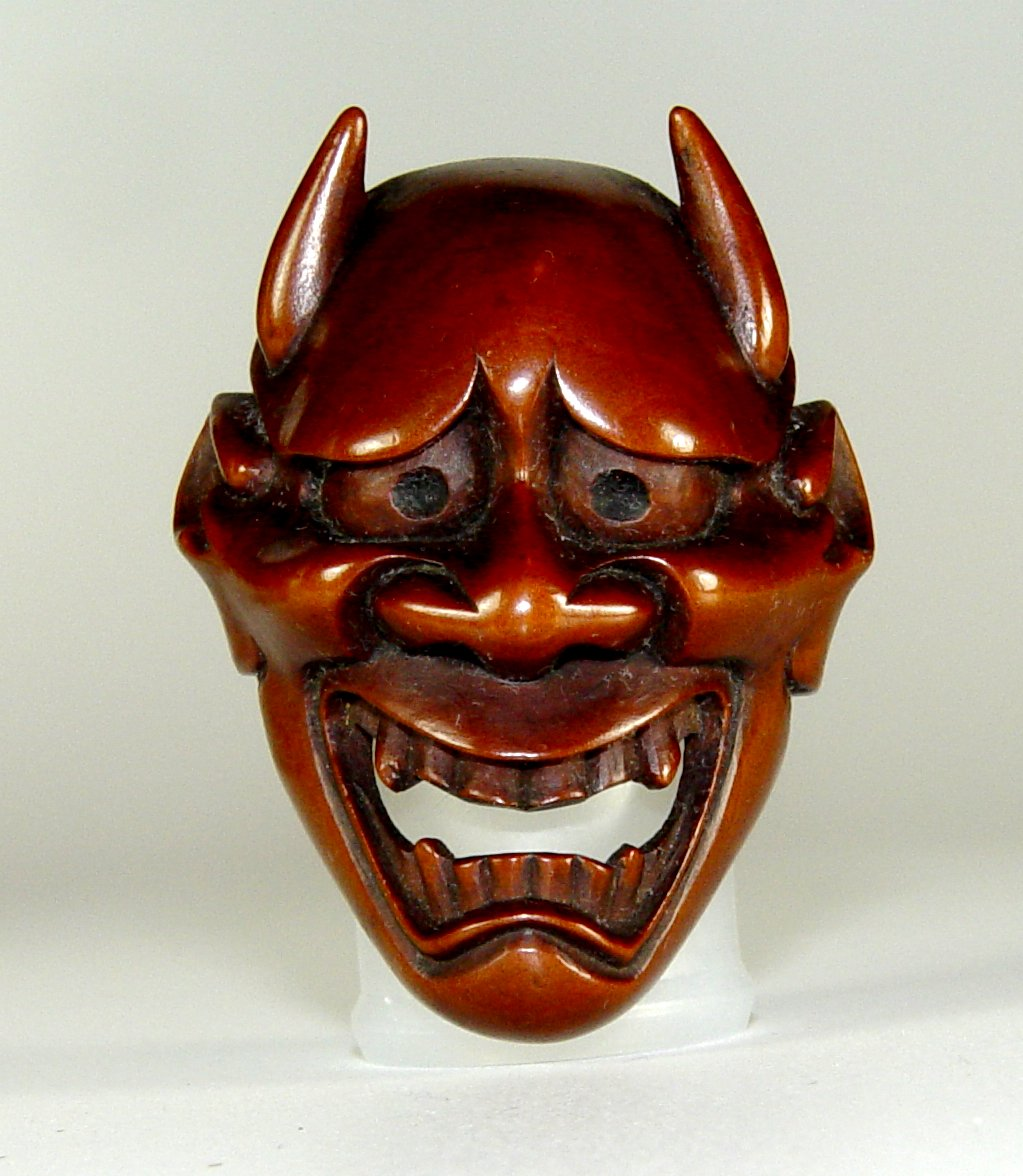
قناع هانويا تدعى نيتسوكي ظهرت في القرن الثامن عشر الميلادية

## شهرتها في الثقافة العامة
- ظهرت لعبة تومب رايدر ، والتي أنتج اللعبة سنة 2013م بظهور قناع هانيا والتي ترتديه بطلة اللعبة لارا كروفت.

## وصلات خارجية
- Netsuke: masterpieces from the Metropolitan Museum of Art, an exhibition catalog from The Metropolitan Museum of Art (fully available online as PDF), which contains many examples of Hannya